# Ghisoni
 Ghisoni  là một xã ở tỉnh Haute-Corse trên đảo Corse, Pháp. Xã này có diện tích 124,6 km², dân số năm 1999 là 267 người. Khu vực này có độ cao 650 mét trên mực nước biển.